# 沖縄海邦銀行
株式会社沖縄海邦銀行（おきなわかいほうぎんこう、THE OKINAWA KAIHO BANK, LTD. ）は、沖縄県那覇市久茂地に本店を置く第二地方銀行。通称は海銀。

## 概要
県内に50店舗（出張所2店を含む）を展開。県外には店舗を設置していない。
2011年秋をめどに東証2部への上場を目指し準備を進めていたが、延期となっている。

## 沿革
- 1949年（昭和24年）5月 - 前身の沖縄無尽株式会社と那覇無尽株式会社が設立。
- 1953年（昭和28年）
  - 10月 - 立法院においての相互銀行法（立法第68号）が成立。
  - 11月 - 前述の無尽会社がそれぞれ（旧）沖縄相互銀行・第一相互銀行に行名を改めた。
- 1964年（昭和39年）4月 - 前述の2行が合併して中央相互銀行が発足。海銀の設立はこの中央相互銀行の合併を基点としている[5]。
- 1972年（昭和47年）
  - 3月 - 本土復帰に備えて社名を沖縄相互銀行に変更（本土には名古屋市に本店を置く別の中央相互銀行（現愛知銀行）が存在したため）。
  - 5月  - 日本の相互銀行法に基づく金融機関となる[5]。
- 1974年（昭和49年） - 外国為替業務の認可下りる。
- 1987年（昭和62年）6月 - 本店の増改築工事行う。
- 1989年（平成元年） - 相互銀行の普通銀行転換（第二地方銀行化）に伴い、行名を現在の沖縄海邦銀行に改める[5]。
- 1990年（平成2年） - 地方銀行、都市銀行との銀行連携システムMICSの連携。
- 1999年（平成11年） - 郵便貯金（現：ゆうちょ銀行）とのオンライン提携。
- 2000年（平成12年） 
  - - サッカーチームの海邦クラブとスポンサー契約を締結。同クラブの名称が海邦銀行サッカークラブとなる。
  - 11月 - インターネットバンキングモバイルバンキング取扱開始[5]。
- 2001年（平成13年）- 傷害保険の取り扱い開始。
- 2002年（平成14年）- 生命保険の取り扱い開始。
- 2010年（平成22年）

  - 12月10日 - 個人向けインターネットバンキングの通常店舗利用者の月額基本利用手数料が無料化。
  - 12月13日 - イオン銀行とのオンライン提携。
- 2014年（平成26年）3月31日 - 子会社であるかいぎんビジネスサービス及びかいぎんシステムを解散。
- 2015年（平成27年）12月 - 新本店で業務を開始。
- 2016年（平成28年）4月 - くにがみ球場と国頭陸上競技場の施設命名権を取得。それぞれの愛称がかいぎんスタジアム国頭とかいぎんフィールド国頭となる[6]。
- 2019年（令和元年）5月 - システムバンキング九州共同センターに加盟した上で同センターが新たに導入するBeSTAcloudに勘定系システムを移行[7][8]。

## 関連会社
- かいぎんカード株式会社
- 株式会社海邦総研

## ATM提携
九州地区の第二地方銀行各行と第二地銀だった旧・福岡シティ銀行の経緯を経る西日本シティ銀行とはATMの相互開放サービスを行っている。
以下の各銀行のキャッシュカードで預金の引き出しを行う際、他行手数料は徴収されない。（但し後述のMMK利用の場合は対象外。）
- 福岡中央銀行
- 佐賀共栄銀行
- 長崎銀行
- 熊本銀行
- 豊和銀行
- 宮崎太陽銀行
- 南日本銀行
- 西日本シティ銀行
- イオン銀行（後述のMMK「うちな〜ネット」ATMでは利用不可）

また、海銀と沖縄銀行・コザ信用金庫・JAおきなわと合同で、マルチメディアキオスク（MMK）「うちな〜ネット」による共同ATMも展開している。

## ギャラリー

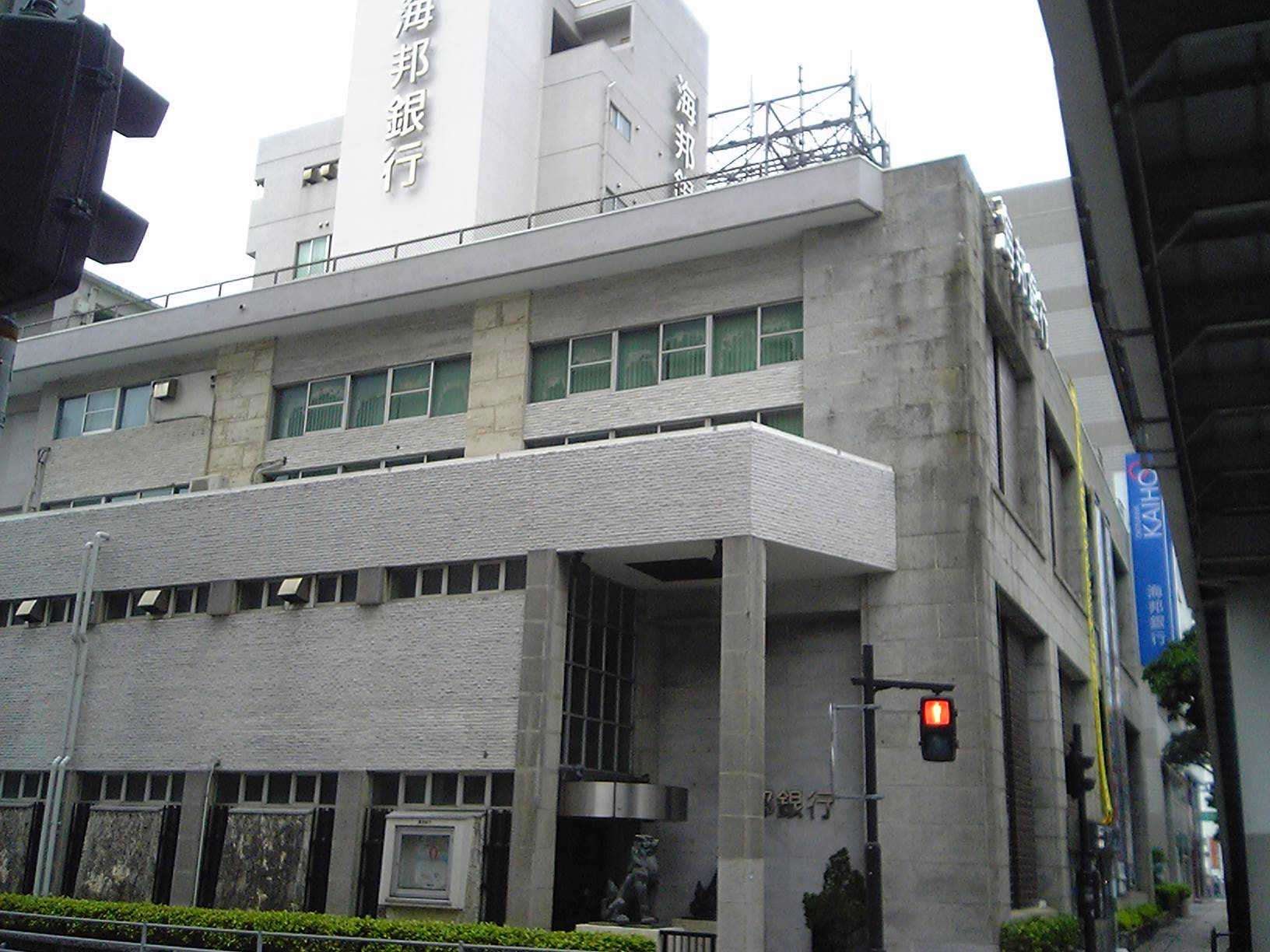
旧本店

## 社史・記念誌
- 沖縄相互銀行編 『沖縄相互銀行三十年史』1984年（昭和59年）12月発行、297ページ。
- 沖縄海邦銀行編 『沖縄海邦銀行55年史』2006年（平成18年）12月発行、448ページ。

### 注
1. ↑  これまで沖縄県労働金庫も「うちな～ネット」共同ATM提携に参加していたが、同労金が他行ATMキャッシュバックサービス実施することに合わせ、2010年10月以降順次撤退した[9]。